# Зена
Зе́на (англ. Xena) — главный персонаж телесериала «Зена — королева воинов». Роль Зены исполнила новозеландская актриса Люси Лоулесс.

## Зена: персонаж и история
Зена из Амфиполиса — персонаж телевизионных сериалов «Зена — королева воинов» и «Удивительные странствия Геракла». Имя Зена (англ. Xena, произносится «Зина») происходит от древнегреческого ξένος (рус. ксенос), что означает «чужой».

### Предыстория
Впервые Зена как персонаж появилась в девятой серии первого сезона сериала «Удивительные странствия Геракла» в качестве соблазнительной, но вероломной воительницы. Последующие два эпизода (12-й и 13-й) показали нам её эволюцию от злодейки к другу и союзнику Геракла. Зрительский интерес к ней был так велик, что впоследствии она стала главным героем дочернего сериала, который так и назвали — «Зена — королева воинов». Несмотря на то, что изначально Зена была увлечена идеей уничтожения Геракла и получения титула самого великого воина среди живущих, она никогда так и не смогла победить Любимого Сына Зевса. Фактически Геракл был тем, кто подтолкнул её к пути искупления, после того, как победил её в битве и показал, что эгоизм и жадность не должны составлять основу жизни. В своём собственном сериале Зена боролась против тирании и зла, чтобы искупить своё тёмное прошлое, защищая невинных и слабых. Многие эпизоды из её прошлой жизни в качестве злого воителя были впоследствии представлены в сериале в качестве флешбэков (хотя многое всё равно осталось малопонятным).

## Ранняя история
Единственная дочь владелицы таверны Сирены, Зена родилась и выросла в греческом городе под названием Амфиполис, современная Халкидика, рядом с двумя братьями. Поначалу она думала, что её отец, Атриус, бросил семью, когда сама Зена была совсем маленькой, но впоследствии было показано, что Сирена убила его, когда он пытался принести семилетнюю Зену в жертву Аресу.
Позднее, когда Зена уже была подростком, на Амфиполис напал воитель Кортес, что вынудило некоторых крестьян, включая старшего брата Зены, Ториса, убежать в горы. Сама же Зена и её младший брат Лайкус убедили остальных жителей остаться и принять бой. Амфиполис был спасён, но Лайкус и многие другие погибли в битве. Из-за этого между Сиреной и её дочерью пролегла трещина, Зена подверглась осуждению и со стороны крестьян.
Смерть любимого брата вынудила Зену покинуть Амфиполис и заняться созданием собственной армии с конечной целью отмщения Кортесу. Она бороздила моря в качестве пирата, когда встретила Юлия Цезаря и молодую галльскую сбежавшую рабыню М’Лайлу, которые оказали глубокое влияние на судьбу Королевы Воинов. Оставшись на корабле Зены, М’Лайла преподала ей несколько уроков боевых искусств и научила её использовать зажимание определённых точек на теле, что стало для Зены её визитной карточкой.
Цезаря же Зена взяла в заложники и наивно поддалась молодому офицеру, предложившему объединить усилия в деле завоевания мира. Получив за него выкуп, она отправила его обратно в Рим, как они и планировали, но он предал её, вернувшись с армией и захватив её корабль. Цезарь распял Зену и её людей на берегу, наблюдая за тем, как по его личному приказу ей сломали ноги.
М’Лайла сняла её с креста и отвела к целителю по имени Никлио. Там их обнаружили двое римских солдат, которые убили галльскую девушку, когда она закрыла Зену своим телом, защищая её от стрелы. После того, как М’Лайла умерла на её руках, Зена полностью обратилась к своей тёмной стороне и сразилась с солдатами, убив их (и сломанные ноги ей не помешали).
После предательства Цезаря и последующего спасения искалеченная и разъярённая Зена направилась на Восток, где она присоединилась к воину Борайесу, оставившему ради новой любовницы жену и сына. Вдвоём они терроризировали царство Чин (более известное, как Китай), пока Зена не разозлила Борайеса тем, что отвергла мысль о союзе с двумя могущественными семьями Китая — Минг и Лао. Без его ведома Зена похитила сына Минг-Зи, Минг-Тьена, ради выкупа. С помощью Борайеса, Минг-Зи схватил Зену, планируя устроить на неё спортивную охоту чуть погодя.

Зена и Лао Ма.

От верной смерти Зену спасла мать Минг-Тьена, Лао Ма, женщина с величайшей духовной силой. За то время, что они провели вместе, Лао Ма исцелила ноги Зены и придумала титул Королевы Воинов. Опекаемая Лао Ма, Зена уже почти избавилась от части своей внутренней тьмы, когда Борайес вновь вернулся в её жизнь. Отношения между женщинами испортились, когда Зена убила Минг-Зи и попыталась убить Минг-Тьена. С Лао Ма за спиной в качестве врага, Зена и Борайес были вынуждены оставить царство Чин.
Их дальнейший путь лежал в Японию, где со всё той же целью выкупа они похитили девочку по имени Акеми. Зена подружилась с Акеми, которая попросила научить её методу перекрывания кровотока к мозгу человека, что неминуемо приводило к смерти. Затем она использовала этот способ, убив своего тирана-отца, Йодоши, и совершила сеппуку (ритуальное самоубийство). Пьяная и горюющая Зена попыталась доставить останки Акеми в их фамильный склеп, но была остановлена толпой местных жителей, считавших, что, поместив в склеп останки отцеубийцы, Зена тем самым нанесёт им несмываемое оскорбление. Защищаясь, Зена использовала трюк с выдыханием огня. Результатом послужил сильный пожар, разрушивший город и погубивший 40000 человек.
Вернувшись в северные земли (возможно, Сибирь), Зена и Борайес встретили шаманку Алти, которая подтолкнула Зену ко злу, пообещав сделать её Разрушителем Наций. Зена также находилась в дружеских отношениях с королевой амазонок Сайян, которая пыталась вернуть её на дорогу добра; но Зена выбрала Алти и её обещание силы, и убила Сайян и Старейшин амазонок, подстрекаемая шаманкой. Будучи беременна от Борайеса, она отправилась завоёвывать Коринф. Борайес всё больше и больше беспокоился по поводу её возрастающей агрессии, но сделать не мог практически ничего: к тому времени они разделили их армии, и у Зены была бо́льшая часть. Под Коринфом они превратились во врагов после того, как он удержал её от резни и убийства кентавров, с которыми он пробовал вести переговоры. Когда Зене пришло время рожать, Борайес, несмотря на то, что теперь он фактически являлся врагом для Зены, попытался увезти её из лагеря в надежде на возобновление их отношений. Несмотря на хорошо укреплённый лагерь армии Зены, он сумел пробраться к её шатру и уже хотел было забрать Зену с ребёнком, как был убит в спину одним из её лейтенантов, Дагнином; но осознание того, что Борайес вернулся за ней, и потому, что любил её и их тогда ещё не родившегося ребёнка, оказало сильное влияние на Зену. Это было достаточно для того, чтобы она приняла решение отдать своё дитя кентаврам, чтобы он вырос в мире и спокойствии, вдали от её опасного влияния.
Вскоре после этого Зена отправилась на север, в Скандинавию, где провела какое-то время в качестве валькирии Одина и неудачно попыталась овладеть Рейнским золотом, дающим неограниченную мощь и возможности. С другой стороны, не ясно до конца, случилось ли это между временем её пребывания в Японии и встречей с Алти, или же уже после смерти Борайеса.
Во время периода её жизни, не зафиксированного в сериале, Зена получила своё фирменное оружие, Шакрам Тьмы, данный ей Аресом, богом войны. После потери армии под Коринфом она собрала новую, ступив на путь завоевания Греции.

## Сериальный период
По прошествии 10 лет со времени её первого знакомства со злом Зена встретила Геракла. В действительности поначалу она хотела его убить. Но её армия внезапно восстала против неё после того, как она остановила своего лейтенанта Дарфуса от убийства ребёнка в одной из захваченных деревень. Ей пришлось пройти сквозь строй, но она выжила, став единственным человеком, кто сумел это сделать. Затем она сразилась с Гераклом в надежде, что его голова вернёт ей армию. Неудача в схватке привела к тому, что совсем не Геракл лежал у её ног под занесённым мечом. Всё случилось с точностью до наоборот, но сын Зевса отказался убивать Зену, сказав ей, что «убийство — это не единственный способ доказать миру, что ты — воин». Вдохновлённая примером Геракла, его духовностью и тем, что, потеряв семью, он не повернул на сторону зла, как она, Зена решила присоединиться к нему и сразиться против своей старой армии. Геракл сказал ей, что добро есть и в её сердце. Они провели вместе несколько дней прежде, чем Зена решила уйти и начать свой путь заново, искупая прошлое.
Конечно, вскоре она осознала, что это гораздо болезненнее, нежели казалось на первый взгляд, и уже была готова полностью отказаться от своего военного прошлого. Она уже сняла доспехи и оружие, намереваясь закопать их в землю, как прямо перед ней группа крестьян была атакована бандой разбойников. Среди этой группы находилась девушка по имени Габриэль (позже её стали называть Сражающийся Бард из Потейдии). Зена спасла крестьян, и Габриэль была поражена способностями Королевы Воинов. Девушка сумела убедить Зену взять её с собой, и вскоре они стали лучшими друзьями. Зена также помирилась со своей матерью, Сиреной.
В какой-то момент своей жизни Зена познакомилась с Аресом, Богом Войны, который знал её с того момента, как она стала военачальником. Он постоянно преследовал её, намереваясь заполучить её любовь, но всё же чаще оказывался противником, а не другом.
Последующая жизнь Зены была наполнена множеством трагедий. Её сын Солан, который не знал о том, что она — его мать, умер от рук демонической дочери Габриэль Хоуп (Надежда), которой помогла тогда ещё смертная противница Зены Каллисто. Каллисто была женщиной-воином, одержимой мыслью об отмщении Зене за то, что та, будучи военачальником, разрушила её деревню Сирру и убила её семью.
Зена не раз почти теряла Габриэль, и, в конце концов, они были распяты римлянами в день Мартовских Ид — день смерти Цезаря, — но позже их, при духовной помощи Каллисто, которая к тому времени стала ангелом, оживил мистик по имени Элай. Ева, чудесное дитя, дарованное Зене после её воскрешения (усилиями всё той же Каллисто), должна была принести своим рождением Сумерки Олимпийских богов. Чтобы спастись от преследования богов, Зена и Габриэль попытались сфальсифицировать собственную смерть, выпив слёзы Селесты, богини смерти и сестры Аида, владыки подземного мира. Их планы нарушил Арес, похоронивший их в ледяной пещере, где они проспали 25 лет. За это время Ева — удочерённая римским патрицием Октавианом — выросла и стала Ливией, Чемпионкой Рима и безжалостной истребительницей последователей Элая. После своего возвращения Зена помогла Ливии раскаяться, и та стала Посланницей Элая. После крещения Евы Зена была вознаграждена силой убивать богов в течение того времени, пока её дочь будет жить. Во время заключительной схватки наступили Сумерки, когда Зена убила большинство богов, чтобы спасти дочь, и сама была спасена Аресом, который отдал своё бессмертие, чтобы исцелить умирающих Еву и Габриэль. Позже Зена помогла ему восстановить его божественность.
Поиски искупления для Зены закончились, когда она отдала свою жизнь за то, чтобы исправить несправедливость, совершённую ею много лет назад в Японии. Её дух, однако, всё ещё рядом с Габриэль. Как говорила просветлённая Найама, это всего лишь одна из множества жизней Королевы воинов, но все они объединены одним: что бы её ни ждало впереди, Зена всегда будет сражаться со злом во всех его проявлениях.
Зена имеет 3 близнеца альтер эго: Диана (принцесса), Мэг (владелица таверны, позже жена Джоксера), Лея (жрица гестианских девственниц).

## Королева Воинов
Зена совершила за свою жизнь множество подвигов, которые лежат за пределами человеческого понимания и позволяют приравнивать её к полубогам. Она, вероятно, была самой могущественной из всех смертных, когда-либо живших на Земле (вполне возможно, что причиной этому послужило то, что её настоящим отцом был Арес. Эта линия, однако, не получила развития из-за их романтических отношений с богом войны, что, конечно же, было бы приравнено к инцесту). Хотя Зена и не обладала силой своего друга и союзника Геракла, она могла одной левой укладывать воителей, пробиваться сквозь твёрдый лёд, вышибать двери и вырубать противников одним прикосновением. Самое большое проявление её силы случилось тогда, когда она позволила арестовать себя за преступление, которого не совершала, в серии «Выбор». Несколько мужчин того городка заточили её в клетку, сковав руки и ноги, и принялись избивать. Избиение, в совокупности с Аресом, который в этот момент уговаривал и подгонял её, дало толчок к сильнейшей ярости и всплеску адреналина. Зена разорвала цепи, а затем просто снесла с шарниров дверь одним пинком. Этот раз был единственным, когда Зена продемонстрировала свои потрясающие способности, так что можно сказать, это было вызвано лишь выбором «Сражайся или умри!»
Зена могла заставить себя бесстрастно относиться к боли, например, при извлечении стрелы. Она игнорировала боль от вывихнутого плеча, пока Эфини не напомнила ей о нём, и тогда Зена вправила вывих, ударившись плечом о стену. Однако, когда она находилась в ослабленном состоянии, как, например, в течение тяжёлого испытания распятием, эта особенность её организма не проявлялась.
Зена подвела своё тело к пику физической формы. Умело сочетая это с железным характером, она стала единственным воином, прошедшим сквозь строй, когда она вынуждена была бежать без доспехов и оружия между двумя линиями солдат, бьющих её, кто чем мог. В заключительном эпизоде сериала Зена продолжала сражаться одна против 10-тысячной армии, в то время как в её тело было всажено несколько стрел.
Несмотря на то, что технически Зене было далеко до сил, которыми обладали боги, она могла с лёгкостью перепрыгивать достаточно высокие препятствия, словно гравитации не существовало, вплоть до достижения высоты в 30 футов (9,14 метра). Как-то раз она прыгнула прямо из воды на вершину стены замка, а в другой момент добралась таким же образом от земли до верхушки дерева под непрерывным обстрелом из лука, который производил солдат, как раз поджидающий её. Зена пнула его от души пару раз и отправила покорять воздушное пространство: только в редких случаях она убегала от окруживших её солдат. Такую способность можно было сравнить с возможностями амазонок, что и сделала Зена: в серии «Путь» её спросили о её удивительных прыжках, и она ответила, что этому её научили амазонки.
Зена обладала непостижимой скоростью и рефлексами. Она умела ловить ножи и стрелы и избегать энергетических ударов, посылаемых мистическими противниками. Также она ловила свой шакрам, что, кроме неё, могли повторить лишь Каллисто, Ева и Габриэль (бард освоила этот приём лишь в заключительных сериях). Самую большую скорость передвижения Зена продемонстрировала в серии «Приговор», когда в её направлении были выпущены сразу три стрелы. Две она поймала руками, а третью — зубами.
Практически любой объект Зена могла превратить в оружие, от мечей и чобоса и до собственных волос, шарфов, сковородок и рыбы. В условиях сражения Зена обычно пользовалась своим мечом, шакрамом, нагрудным кинжалом, который держала под доспехами, и хлыстом.
Зена была мастером военных искусств. Будучи юной девушкой, она и её брат Лайкус практиковались в «сражениях и игре на мечах», и Зена даже превзошла брата в определённых областях. После смерти Лайкуса Зена несколько месяцев изучала боевые искусства под руководством М’Лайлы. Она достигла в своём мастерстве таких высот, что смогла атаковать римских солдат даже при условии сломанных ног. Позднее Зена столкнулась с королевой амазонок Сайян, которая победила её при первой встрече. Однако Сайян взяла Зену под своё крыло и обучила её амазонской технике ведения боя и защитным стилям. Эти тренировки позволили Зене выйти на новый уровень в битвах, и позже она атаковала и уничтожила не только Сайян, но и целое племя амазонок в одно и то же время. Есть также свидетельства в пользу того, что Зену обучал Арес в период, прошедший от момента смерти Борайеса до её обращения к добру. Нужно также отметить, что Зена набирала опыт и навыки после каждого столкновения с достаточно сильным противником. Рассматривая её бойцовский стиль, можно сказать, что Зена использовала смесь таких боевых искусств, как таэквондо, айкидо и джиу-джитсу, кунг-фу, бокса, акробатики и искусства сражения на мечах. Зена комбинировала всё это, вырабатывая свой собственный неповторимый и непобедимый стиль. К примеру, в типичной рукопашной схватке Зена могла перейти от прямых боксёрских ударов к китайскому стилю, а затем применить таэквондо. Когда она использовала меч, то защищалась более изящно, используя акробатические трюки или азиатские стили сражения на мечах. По-настоящему внушительная в битве на земле, Зена становится сущим кошмаром для противника, когда взмывает в небо. Наиболее выдающимся талантом Зены является способность объединить её прыжки и акробатические навыки во время рукопашной, используя пинки, «велосипедные» удары и возможность совершить сальто, уклоняясь от повреждений.
Невероятное боевое искусство Зены помогает ей сражаться со врагами, превосходящими её по физическим возможностям: с богами, полубогами, архангелами и демонами. В трилогии дебютного сезона «Удивительных странствий Геракла» она вышла против Геракла и почти победила его в самом начале схватки. После того, как она побила его, используя руки и ноги, и ошеломила его своими акробатическими полётами, Зена повалила Геракла на землю и приготовилась отрубить ему голову. Но всё-таки Гераклу удалось остановить голыми руками меч и победить воительницу. Позднее она сражалась против Ареса, Бога Войны, в премьерной серии 3-го сезона, «Фурии». Победа в схватке досталась Зене. В последующих эпизодах Зена также билась с Аресом и одерживала верх («Дежавю», «Властитель душ»). Одна из Фурий, приняв внешность Зены в премьерном эпизоде 6-го сезона, «Возвращение домой», даже сказала Аресу, ставшему смертным: «Ты был слабым противником даже тогда, когда был богом!» В эпизоде «Материнство» Зена взяла верх над Богиней Мудрости и Справедливой Войны Афиной (которая одержала верх над Аресом в серии «Амфиполис под осадой») и использовала все свои лучшие приёмы прежде, чем убить её. Позже Зена победила Архангела Михаила и почти убила его, но Бог Элай отнял у неё силы убивать ангелов. Несмотря на это, Зена выступила против Одина, Короля Северных Богов, избив его, чтобы получить Золотые Яблоки. Зена даже сражалась с Мефистофелем и Люцифером, когда они были Королями Ада.

## Мистические и временные силы
Будучи в царстве Чин приговорённой по приказу Минг Тьена к смерти, Зена, наконец, смогла достичь полного внутреннего просветления, чтобы освоить «ки» — силы её наставницы Лао Ма (разновидность психокинетики, которая позволяет наносить человеку или предмету мощный «удар» — выброс энергии, разбивающий стены и отбрасывающий нападающих). После первой демонстрации она, казалось, уже не могла снова завладеть этой силой. Однако примерно 2 года спустя ей удалось удержать силу на более длительный период после интенсивного духовного общения с Као Син, одной из дочерей-близнецов Лао Ма. В том случае она сумела использовать эту силу, чтобы повергнуть атакующую армию в камень.
От Алти Зена переняла возможности шаманки. Она использовала их, когда пересекала Страну Мёртвых Амазонок в поисках Габриэль (думая, что бард мертва), и затем с их помощью дважды сразилась с Алти, находясь в состоянии транса.
Во время их путешествий по Индии Зена и Габриэль столкнулись с даршам (просветлённой, мудрой женщиной) Найамой, которая показала им, как использовать силы «Мэнди» с помощью специальных татуировок, чтобы захватить и уничтожить Алти. Зена смогла выполнить это, создав шакрам из чистейшей энергии Мэнди и воспользовавшись им, как оружием, в то время как Габриэль связала Алти чем-то вроде магических верёвок, сотканных из энергии света. Это был единственный раз, когда они видели подобную силу в действии, поскольку Найама была своего рода проводником для неё.
Также в Индии Зена общалась с индуистским богом Кришной, который помог ей сразиться с Индражитом, Королём Демонов; после того, как Индражит отрубил ей руки, Зена произнесла имя Кришны, и он наполнил её своей силой, придав внешность индуистской богини Кали для того, чтобы поразить Индражита.
В Скандинавии Зена воспользовалась кольцом из Рейнского золота, которое наделило её способностями сразиться одновременно с Одином, чудовищем Гренделем и с армией валькирий Одина. Впрочем, последствием этого действия (как и для каждого, кто не отказался от любви) явилась потеря того, что Зена ценила больше всего на свете. Её личность и все её воспоминания оказались стёрты, краткие вспышки памяти начались лишь через год, а вернула она себя прежнюю только тогда, когда отыскала Габриэль (бард спала за мистической стеной огня, воздвигнутой валькирией Брюнхильдой, пройти через которую могла лишь Зена) и поцеловала её, чтобы разбудить.
Зена способна убивать богов (а также и других бессмертных, таких, как ангелы). В то время, как обычный меч или другое оружие прошло бы сквозь бога, не вызвав кровотечения или другой раны, Зена обладала возможностью пробить эту «дымку бессмертия» и заставить богов истекать кровью или даже умереть. Эту власть ей даровали Бог Элай и Архангел Михаил после того, как Ева очистилась от своих грехов, чтобы Зена смогла защитить свою дочь от Олимпийских богов, и сказали, что сила эта будет при ней, пока Ева будет жить. В течение этого времени Зена приобрела известность, как «Убийца Богов». Она потеряла эту силу спустя приблизительно 2 года, когда попыталась направить её против Архангела Михаила, манипулировавшего Евой в её самоубийственной миссии для того, чтобы заставить Зену убить безумного императора Калигулу, внезапно получившего бессмертие.

## Роли в исторических и мифологических событиях
Сериал отвёл Зене (или её друзьям и партнёрам) центральную роль во многих событиях, исторических и мифических. Среди прочих вещей она:
- сразилась в Троянской войне на стороне троянцев;
- помогла человеку по имени Давид одолеть великана Голиафа (который был другом Зены) и поразить филистимлян;
- помогла Одиссею вернуть его царство на Итаке после возвращения с Троянской войны;
- в одиночку остановила персидскую армию в Фермопилах;
- помогла Боудикке разбить римлян, ведомых Юлием Цезарем (в реальной истории Боудикка сражалась с римлянами спустя 100 лет после смерти Цезаря и потерпела поражение);
- манипулировала Первым римским триумвиратом, сыграв на конкуренции между Цезарем, Крассом и Помпеем, сначала для того, чтобы освободить раба-галла Веркиникса, а затем, чтобы остановить продвижение римских войск по территории Греции;
- помогла Бруту претворить в жизнь убийство Цезаря;
- притворилась Клеопатрой VII Египетской и перехитрила Марка Антония, чтобы помочь Октавиану Августу сразить как Брута, так и самого Антония, и захватить контроль над империей (но лишь после того, как убедилась, что Октавиан благороднее обоих своих конкурентов);
- срежиссировала смерть безумного римского императора Калигулы;
- столкнулась с женщиной Марией и мужчиной Иосифом, которые везли младенцем Иисуса: Габриэль отдала им своего ослика, чтобы они смогли добраться до своей цели;
- применив мистические силы, почерпнутые из книги Лао Ма, обратила вражескую армию в терракотовые статуи.

Зена (иногда и Габриэль) частенько принимала участие в разнообразных открытиях и изобретениях. К примеру:
- открытие и присвоение названия созвездия Большой Медведицы;
- использование электричества путём проведения его через металлические части «воздушного змея» (или «летающий кусок пергамента»);
- открытие непрямого массажа сердца (когда сердце раненой Габриэль остановилось, горюющая Зена несколько раз ударила её кулаком по груди, тем самым оживив);
- заложила основу для Санта-Клауса, приносящего подарки и спускающегося по дымоходу в Канун Рождества. В королевстве, где празднование зимнего солнцестояния было запрещено, Габриэль подтолкнула мастера игрушек по имени Сентикл прокрасться в сиротский дом через дымоход и отдать игрушки детям на праздник; в то время он был одет в красное пальто.

Зена также сыграла ключевую роль в уничтожении греческих богов и в переходе к генотеизму (сериальная вера Элая напоминает гностицизм). Среди последователей Элая Зена была известна как «Защитница Веры».

## Зена и любовь
Сексуальность Зены породила и порождает множество споров среди поклонников. Часть их считают Зену бисексуальной женщиной. В некоторых сериях с целью придания интриги были введены намёки на возможность гомосексуальных отношений (так называемый сабтекст) между героинями, обозначающие то, что Зена и Габриэль не просто близкие подруги, но со временем стали любовницами. Их взаимоотношения представлялись части поклонников сериала неоднозначными весь сериал.
В сериале показано два романтических поцелуя в губы между Зеной и Габриель (13 серия 2 сезона; 8 серия 6 сезона, см. список эпизодов), также в сериях присутствуют многочисленные сцены ревности и признания в любви между подругами. На протяжении сериала Зена часто называет Габриэль родственной душой. В сериале присутствует арка, в которой показаны будущие жизни Зены и её друзей. Зена, Габриэль, Джоксер и Арес встречаются в будущем в других телах. Если одна из подруг оказывается в мужском теле, у них завязываются романтические отношения, например, так происходит в последней серии 4 сезона Déjà Vu All over Again.
В интервью журналу «Lesbian News» через 2 года после окончания сериала Люси Лоулесс сказала, что поверила в то, что они были любовницами, после финального эпизода, когда Габриэль оживила Зену, напоив её водой из своего рта. В интервью 2010 года Лоулесс отметила, что одна из основных продюсеров сериала Лиз Фридман была открытой лесбиянкой. Люси призналась, что работа продюсеров над образом всегда подразумевала, что Зена — бисексуальна. Однако актриса отметила, что изначально не была в курсе их планов.
Также существуют теории о других лесбийских связях в прошлом Зены: с Лао Ма, с японской девушкой Акеми, которую Зена похитила ради выкупа, и с ученицей Алти, Анокин. Однако эти утверждения не имеют доказательств.
Несмотря на теории о гомосексуальности Зены, в сериале показаны только гетеросексуальные отношения воительницы. Правда, большая часть длительных романов Зены происходит в досериальном прошлом.
Возможно, вскоре после того, как она покинула Амфиполис, Зена обручилась с воином (впоследствии военачальником) Петраклием. У неё была краткая связь с Цезарем до того, как он распял её, затем — с Борайесом, их отношения длились не менее года и закончились рождением ребёнка. В течение этого времени она стала протеже Ареса и, возможно, вступила с ним в сексуальную связь.
В трилогии «Удивительных странствий Геракла», в которой персонаж Зены появился впервые, намекалось, что Зена имела сексуальные контакты с кем-то из мужчин в её армии. Она соблазнила Иолая, чтобы заставить его выступить против Геракла. После того как Зена изменилась и присоединилась к Гераклу, у них с ним была краткая связь, хотя после они остались лишь друзьями.
Когда они с Габриэль только начали путешествовать вместе, Зена встретила Маркуса, воина, который был её близким другом, в то время как она была военачальником. Под её влиянием он отдал свою жизнь, чтобы спасти похищенную девушку от смерти. Впоследствии ему позволили на короткий срок вернуться из мёртвых, чтобы объединиться с Зеной и вернуть Аиду его шлем, дающий невидимость, и вернуть сбежавшего из подземного мира злодея. В течение этой миссии Маркус и Зена провели вместе ночь (секс показан не был), но дальнейшее отношение Зены к нему достаточно неоднозначно.
Где-то год спустя Зена встретила Одиссея в своих путешествиях и завела роман с ним (вероятно, что физически между ними ничего не было). В любом случае после того, как они вернулись на Итаку и выяснили, что жена Одиссея, Пенелопа, жива, Зена подтолкнула его к тому, чтобы он вернулся к супруге.
Играя роль Клеопатры и соблазняя Марка Антония, Зена, казалось, почувствовала к нему некие чувства, но она вынуждена была убить его, когда осознала, что он создавал угрозу.
Вскоре после рождения Евы Арес, который и раньше пробовал безуспешно ухаживать за Зеной, дабы склонить её обратно на свою сторону, попытался манипулировать Королевой воинов, говоря о своей любви к ней и предлагая ей и дочери защиту от остальных богов. Зена отвергла его предложение, полагая, что оно было ловушкой, но вскоре использовала помощь Ареса в борьбе против Афины. После того, как он пожертвовал своим бессмертием, чтобы спасти Зену от гибели, она помогла ему смертному. В первом эпизоде 6-го сезона, «Возвращение домой», эти двое разделили искренний поцелуй, но Зена сказала Аресу, что они не могут быть вместе. «Ты всегда добивался меня. Но ты был слишком плох для меня, Арес; и ты всё ещё такой». На вопрос Ареса, есть ли у него хоть один шанс на тысячу, она ответила — скорее на миллиард. «И всё же он есть». В конечном счёте Зена восстановила божественность Ареса, и они едва не вернулись к отношениям враждующих соперников, когда он попытался начать войну между амазонками и римлянами, подставив под удар Еву, но манипуляции Ареса здесь не направлены на Зену. Ева случайно попадает в его сценарий, и когда он говорит, что «Она пришла по собственной воле», Зена с готовностью верит ему.

## Зена и религия
Отношения Зены к религии на протяжении всего сериала неоднозначные.
Зена сыграла ключевую роль в уничтожении греческих богов и в переходе к генотеизму (сериальная вера Элая напоминает гностицизм). Среди последователей Элая Зена была известна как «Защитница веры». Своим шакрамом (вторым) она могла убивать богов, потом этой возможности она лишилась. В целом Зена приняла некоторые положения учения Элая.

## Зена в астрономии
Имя Зены некоторое время неофициально носил обнаруженный 5 января 2005 года транснептуновый объект, крупнейший в поясе Койпера. При регистрации открытия объекту было присвоено временное обозначение 2003 UB313. 2003 UB313 оказался настолько необычным, что возникла пауза, во время которой решалось, к какой категории космических тел его отнести. В этот период в СМИ и у астрономической общественности за объектом утвердилось имя Зена (англ. Xena), данное в честь главной героини сериала «Зена — королева воинов». Когда 10 сентября 2005 года у 2003 UB313 был обнаружен спутник, за ним, естественно, закрепилось название Габриэль.
По словам Майка Брауна, одного из открывателей планеты:

Мы выбрали его, поскольку оно начинается с буквы «икс» (Планета X), звучит как мифологическое (ладно, это телевизионная мифология, но Плутон назван по имени мультипликационного персонажа, не так ли?), и (это правда) мы работали, чтобы там появилось больше женских божеств (например, Седна). К тому же этот сериал был всё ещё в эфире, что доказывает, как долго мы её искали!
Оригинальный текст (англ.)We chose it since it started with an X (planet «X»), it sounds mythological (OK, so it’s TV mythology, but Pluto is named after a cartoon, right?), and (this part is actually true) we've been working to get more female deities out there (i.e. Sedna). Also, at the time, the TV show was still on TV, which shows you how long we've been searching!

Однако, в конце концов, победила традиция называть крупные объекты Солнечной системы именами богов из греко-римской мифологии, и 13 сентября 2006 года новая карликовая планета была названа Эридой — в честь греческой богини раздора, а спутник Дисномией в честь дочери Эриды — богини беззакония.